# 2802 Weisell
A 2802 Weisell (ideiglenes jelöléssel 1939 BU) a Naprendszer kisbolygóövében található aszteroida. Yrjö Väisälä fedezte fel 1939. január 19-én.